# ریبنویه
شهر ریبنویه (به روسی: Рыбное) در کشور روسیه و در اوبلاست ریازان واقع شده‌است.